# Astrapé et Bronté
Astrapé et Bronté (ou Brontë) sont, dans la mythologie grecque, les déesses de la foudre et du tonnerre. En tant que membres de l'entourage de Zeus, elles étaient ses porteuses de bouclier, chargées de porter ses traits de foudres avec Pégase.
L'équivalent romain d'Astrapé est Fulgora.
Bronté ne doit pas être confondu avec Brontès, l'un des trois cyclopes hésiodiques qui, avec ses frères Stéropès, Argès, Akmonide, Pyrakmon, Euryalos, Elatreus, Trakhios et Halimède, ont forgé les foudres de Zeus.

## Étymologie
Astrapé et Bronté sont tous les deux des noms propres en grec ancien. Ἀστραπή ["Astrapē"] signifie littéralement "Foudre" et Βροντή ["Brontē"], signifie "Tonnerre".

## Représentations
Philostrate l'Ancien (rhéteur grec du IIIe siècle avant notre ère) a donné cette description des deux déesses : "[D'après une description d'une peinture grecque ancienne représentant la mort de Sémélé ] Bronté (Tonnerre) au visage sévère et Astrapé ( L'éclair), la lumière éclatant de ses yeux et déchaînant le feu du ciel qui s'est emparé de la maison d'un roi, suggèrent l'histoire suivante, si c'en est une que vous connaissez : Un nuage de feu entourant Thèbes fait irruption dans la demeure de Cadmos alors que Zeus arrive pour courtiser Sémélé ; et Sémélé est apparemment détruite mais Dionysos est né, par Zeus, je crois, en présence du feu."
Dans une peinture sur céramique apulienne, Astrapé se tient à côté du trône de Zeus, portant les armes du dieu du ciel. Elle brandit également une torche et est couronnée d'une auréole brillante.